# Marie Charlotte Bontemps
Pour les articles homonymes, voir Bontemps.
Marie Charlotte Louise Perette Bontemps (1761-1848), comtesse de La Châtre puis marquise de Jaucourt est connue pour avoir eu plusieurs relations amoureuses et sexuelles en dehors de ses mariages successifs.
Elle est également l'une des premières Françaises à avoir divorcé.

## Biographie
Née à Paris le 8 septembre 1761, Marie Charlotte Bontemps descend par son père d'une famille de premiers valets de chambre de la cour des rois, et par sa mère de financiers de la place de Paris. Elle épouse à 17 ans le comte de La Châtre en 1778 dont elle divorce en 1793 après que la loi de 1792 autorise le divorce. Elle se remarie en secondes noces avec François de Jaucourt.
Les relations qu'elle entretient avec Mme de Staël, d'une part, et Monsieur de Talleyrand d'autre part, de même que le bâtard qu'elle a avec François de Jaucourt en 1786 alors qu'elle est mariée au comte de La Châtre, montrent ses idées libérales d'émancipation des femmes et de participation indirecte de celles-ci dans la politique.
Il ressort des correspondances que François de Jaucourt avaient avec Talleyrand, que sa femme écrivait souvent à ce dernier et entretenait une relation affectueuse.
Elle meurt le 19 juin 1848 à Presles-en-Brie.